# 赤山蚂蝗
赤山蚂蝗（学名：Grona rubra）为豆科假地豆屬下的一个种，曾被歸類於近緣的山蚂蝗属。

## 扩展阅读
- 維基物種上的相關：赤山蚂蝗